# علي أباد (سياه منصور)
علي أباد (بالفارسية: علی آباد) هي منطقة سكنية تقع في إيران في كردستان. يقدر عدد سكانها بـ 195 نسمة بحسب إحصاء 2016.